# 颞下回
颞下回（英語：Inferior temporal gyrus）是大脑颞叶的一个脑回，位于颞下沟之下，后部与枕下回相连。颞下回与是视觉信息处理紧密相关，双流假说中的腹侧流（ventral stream）信号从枕叶进入颞叶，后者进行物体、地方、脸型、颜色甚至数字等的识别。

## 结构
颞下回位于颞叶在大脑半球外侧的下部，与颞中回之间有颞下沟隔开。颞下回的底部延伸至大脑半球内侧，与梭状回之间有枕颞沟（occipitotemporal sulcus）相隔。

## 功能
在双流假说中，位于大脑枕叶的初级视皮层（V1）将视觉信号分为腹侧流（ventral stream）和背侧流（dorsal stream），分别传入颞叶和顶叶的视觉皮层。包括颞下回在内的颞叶视觉皮层负责识别物体、形状、脸型等，而位于顶叶的视觉皮层负责确定空间位置。

## 临床
颞下回异常与脸盲症、语义记忆障碍（如老年痴呆）、皮质性色盲等疾病相关。

## 图像

颞下回位于红色标记处
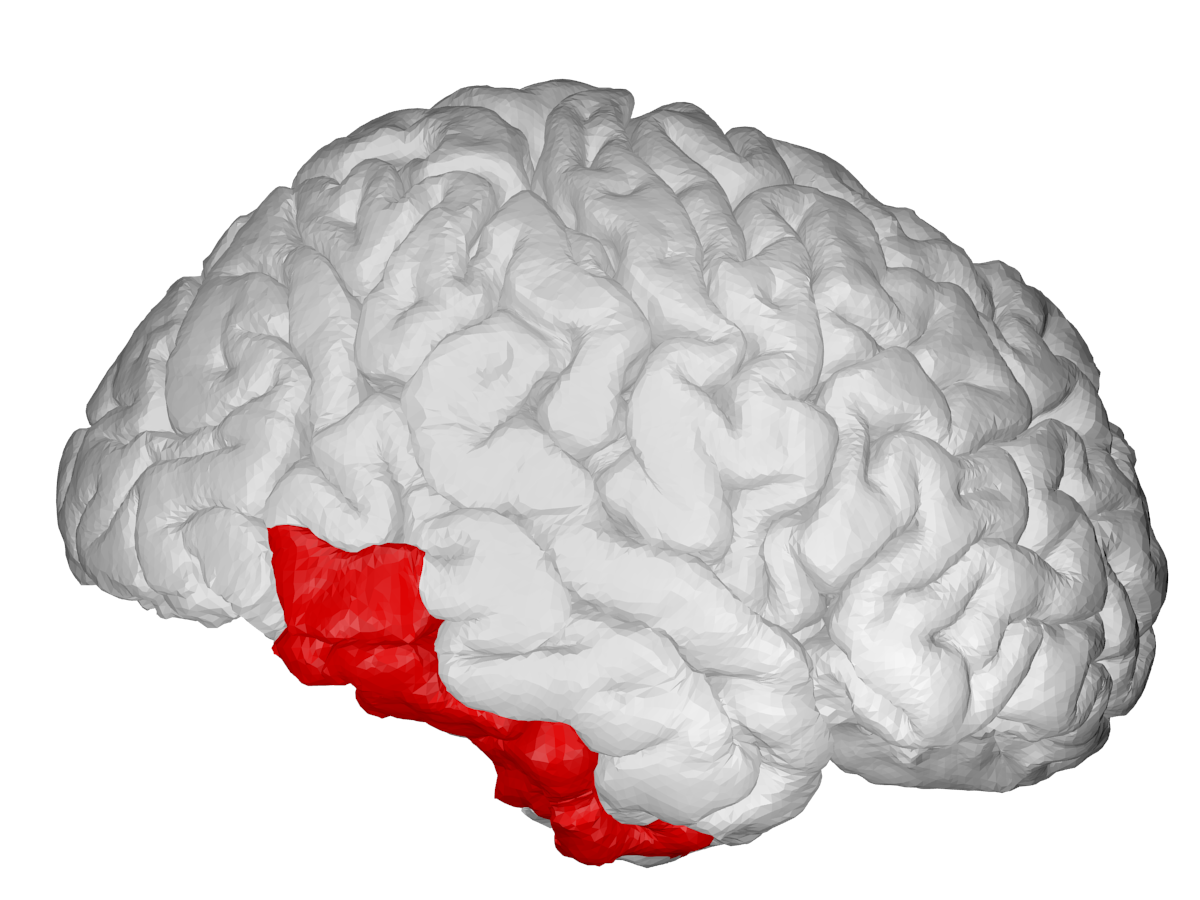
右侧大脑半球（颞下回位于红色标记处）